# Santali
Le santali ou santâlî (santālī) (ᱥᱟᱱᱛᱟᱲᱤ) est une langue du groupe munda de la famille des langues austroasiatiques, apparentée à la langue ho et au mundari. Le santali est la langue des Santals ou Santalis, un groupe d'aborigènes de l'Inde.
Il est parlé par environ six millions de personnes en Inde, Bangladesh, Népal et Bhoutan. La plupart de ses locuteurs vivent en Inde, dans les États de Jharkhand, Assam, Bihar, Odisha, Tripura et Bengale-Occidental.
Il possède son propre alphabet, appelé alphabet santali (Ol Cemet'), mais l'alphabétisation est très faible, entre 10 et 30 %. Le santali peut aussi s'écrire à l'aide de l'alphasyllabaire odia, de la devanagari ou de l'alphasyllabaire bengali ; pendant la période britannique, il s'est même écrit en alphabet latin.